# 普吕沃
普吕沃（法語：Pluvault，法語發音：[plyvo]）是法国科多尔省的一个旧市镇，位于该省东部，属于第戎区。2019年，普吕沃与市镇隆若合并为新市镇隆若-普吕沃。

## 地理
普吕沃（47°12'42"N, 5°15'16"E）面积3.46 平方千米，位于法国勃艮第-弗朗什-孔泰大區科多尔省，该省份为法国中东部省份，北起奥布省，西接涅夫勒省和约讷省，南至索恩-卢瓦尔省，东南接汝拉省，东临上索恩省，东北部与上马恩省接壤。
与普吕沃接壤的市镇（或旧市镇、城区）包括：隆若、下塔尔、科隆日-莱普勒米耶尔、让利斯、普吕韦。

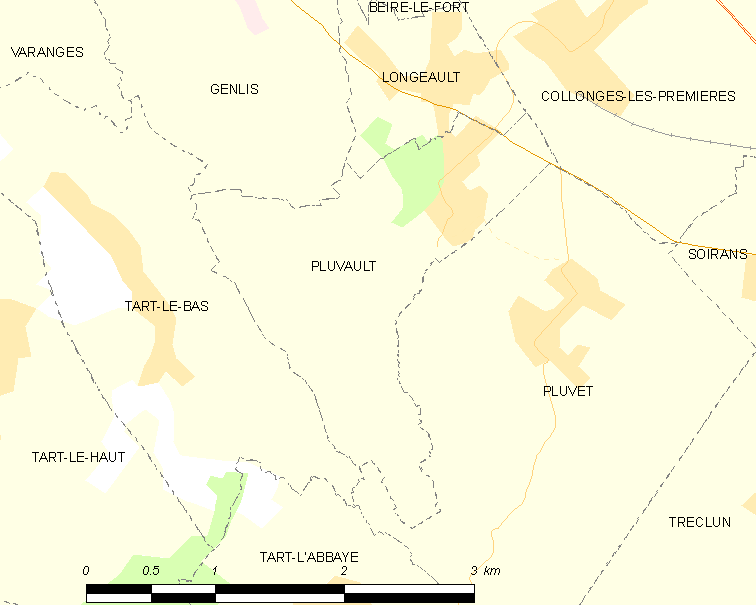
普吕沃的OSM定位图

普吕沃的时区为UTC+01:00、UTC+02:00（夏令时）。

## 行政
普吕沃的邮政编码为21110，INSEE市镇编码为21486。

## 政治
普吕沃所属的省级选区为让利斯县。

## 人口

1962-2008年间普吕沃人口变化图示

普吕沃于2018年1月1日时的人口数量为546人。